# Ілля Гарашанін
Ілля́ Гараша́нін (серб. Илија Гарашанин; *16 січня 1812, Гараші, Белградський пашалик — †16 червня 1874, Белград) — сербський політик, державний діяч доби автономії, представник уставобранителів, автор таємного документу «Накреслення», один з основоположників відродженої сербської державності. Міністр внутрішніх справ Сербського князівства (1843—1852, 1858—1859), прем'єр-міністр та міністр закордонних справ (1852—1853, 1861—1878).

## Біографія

### Молоді роки
Ілля Гарашанін народився 16 січня 1812 року в селі Гараші поблизу міста Крагуєвац. Гарашани вели своє походження від родини Бошковичів, яка належала чорногорському племені Білопавличів, з села Ор'я-Лука поблизу сучасного міста Даниловград. Батько Ілії, Мілутин Савич, був великим скотарем та торговцем і користувався у сербів значним впливом. Він брав участь у Першому та Другому сербських повстаннях, а пізніше став членом Державної ради автономного Сербського князівства.
Батько намагався дати синові домашню освіту, а згодом відправив його на навчання у сусідню Австрійську імперію, на територію сучасної Воєводини, адже на території князівства у той час отримати хорошу освіту було практично неможливо. Спочатку Ілля навчався у грецькій школі в Земуні, згодом продовжив освіту в німецькій школі у Ораховіце, де вивчив німецьку мову. В обох навчальних закладах він провів близько чотирьох років і фактично ніде більше не навчався, своїми подальшими успіхами завдячуючи самоосвіті.
У 1832 році Ілля одружився з Софією (Соке) Даніч, від шлюбу з якою у нього народилось двоє дітей — Светозар та Мілутин.

### Початок кар'єри
1834 року Гарашанін починає державну службу як митник у придунайському містечку Вішнич неподалік Белграда, на кордоні з Австрійською імперією. Через три роки князь Милош Обренович на прохання батька Ілії викликав того до себе і доручив йому керівництво власним невеликим військовим штабом. Гарашанін, не маючи жодної військової підготовки, одразу отримав звання полковника. Невдовзі замість цього військового штабу було створено військове відділення при міністерстві внутрішніх справ, керівником якого і залишився Гарашанін. Він зайнявся розробкою військових законів та формуванням так званої гарнізонної армії, що стала прототипом першого сербського регулярного війська.
Подальші тридцять років Ілля Гарашанін перебував на керівних посадах Сербського князівства. Його родина опинилась в опозиції до Мілоша Обреновича, і в 1840 році після чергового конфлікту з князем Ілля разом з батьком, старшим братом Лукою та іншими уставобранителями були вислані з країни. Протягом року Гарашанін перебував у прикордонному Видині. Під час захоплення влади опозицією у 1842 році та обрання князем Александра Карагеоргієвича, батько та брат Ілії були жорстоко страчені. Сам він був призначений членом Державної ради і заступником міністра внутрішніх справ, очільника заколоту Томи Вучича.

### Карагеоргієвичі

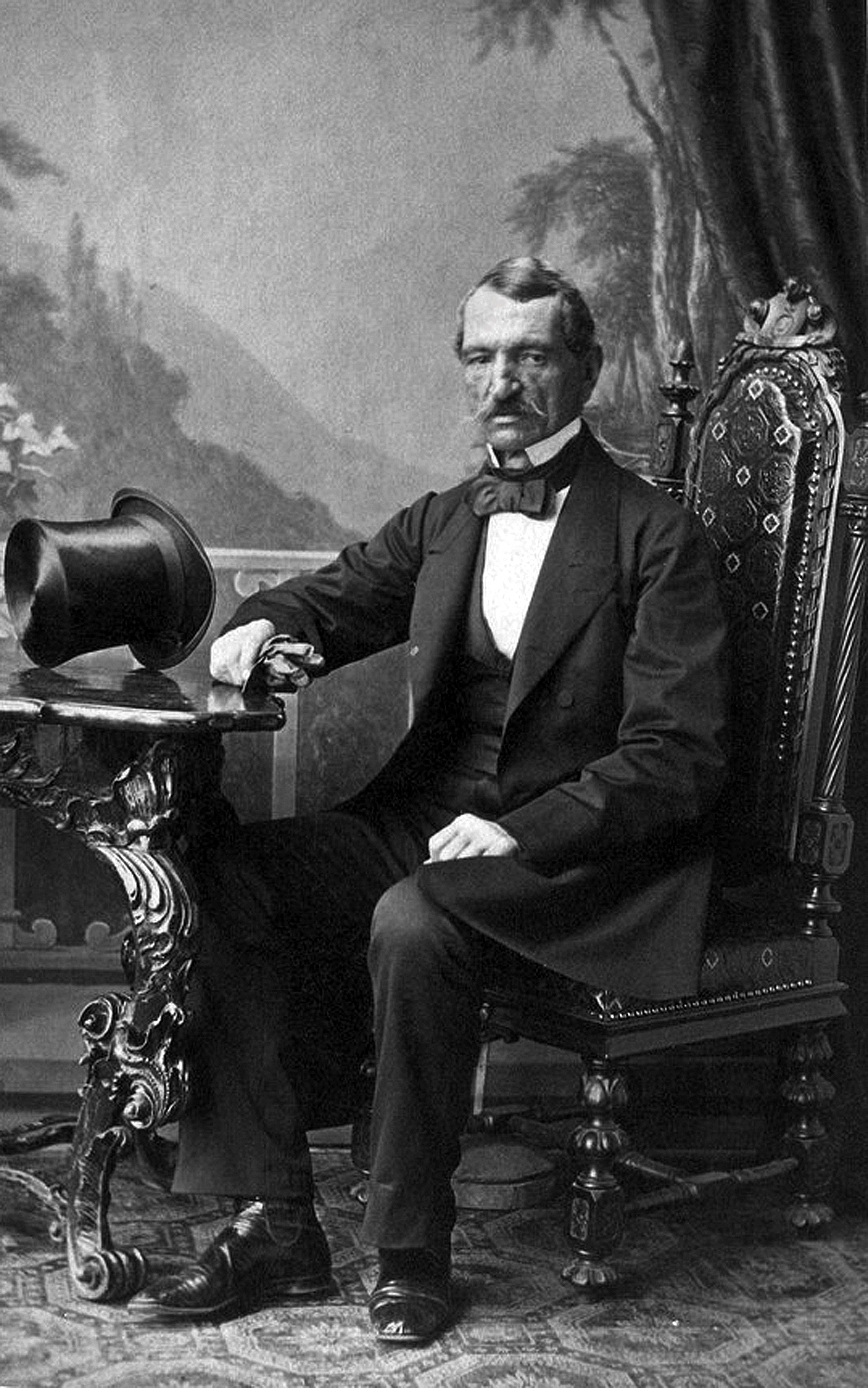
Ілля Гарашанін. Фото першої половини 1860-х років

У 1843 році, коли лідери уставобранителів Вучич та Петронієвич були вислані з країни за наполяганням Російської імперії, вплив Гарашаніна особливо зростає. Він став лідером цього угрупування і зайняв вакантну посаду міністра внутрішніх справ, лишаючись на ній протягом майже десять років. У віданні Гарашаніна опинились армія, поліція, економіка, транспорт, охорона здоров'я та пошта. На посаді міністра він утримав уставобранителів при владі і запобіг спробам Обреновичів, що перебували в еміграції, повернутись до Сербського князівства, встановивши на його території жорсткий поліцейський режим.
Гарашанін був прихильником консервативних, у чомусь патріархальних поглядів на устрій держави. Наприкінці 1844 року, на основі раніше складеного польським емігрантом Франьо Захом «Плану», Ілля Гарашанін сформулював першу програму зовнішньої політики Сербського князівства — «Начертаніє». У ній він взяв за мету поставити Сербію в один ряд з іншими європейськими державами і заклав основи зовнішньополітичної та національної доктрини. Програма «Начертаніє» передбачала звільнення південнослов'янських народів з-під влади Османської імперії та їх об'єднання під егідою монархічної Сербії. Всупереч лояльним до османів уставобранителям, у період їх правління Гарашанін пропонував шукати підтримку на Заході, передусім у Франції.
В 1852—1853 роках Гарашанін займав посади прем'єр-міністра та міністра закордонних справ. Невдовзі князь Александр Карагеоргієвич відправив його у відставку за наполяганням Російської та Австрійської імперій, які не змогли пробачити сербському прем'єру тісні зв'язки з польською еміграцією та його орієнтацію на Францію. У цей час з'явились чутки, що Гарашанін хоче стати новим сербським монархом. 1855 року він відправив листа французькому міністру закордонних справ, де пропонував запросити на сербський престол іноземного принца, обґрунтовуючи це тим, що серби мали невдалий досвід з власними князями, які нібито були погано освіченими і нездатними створити в країні порядок, який би відповідав потребами часу та інтересам народу.
1856 року Ілію Гарашаніна повернули до складу Державної ради.

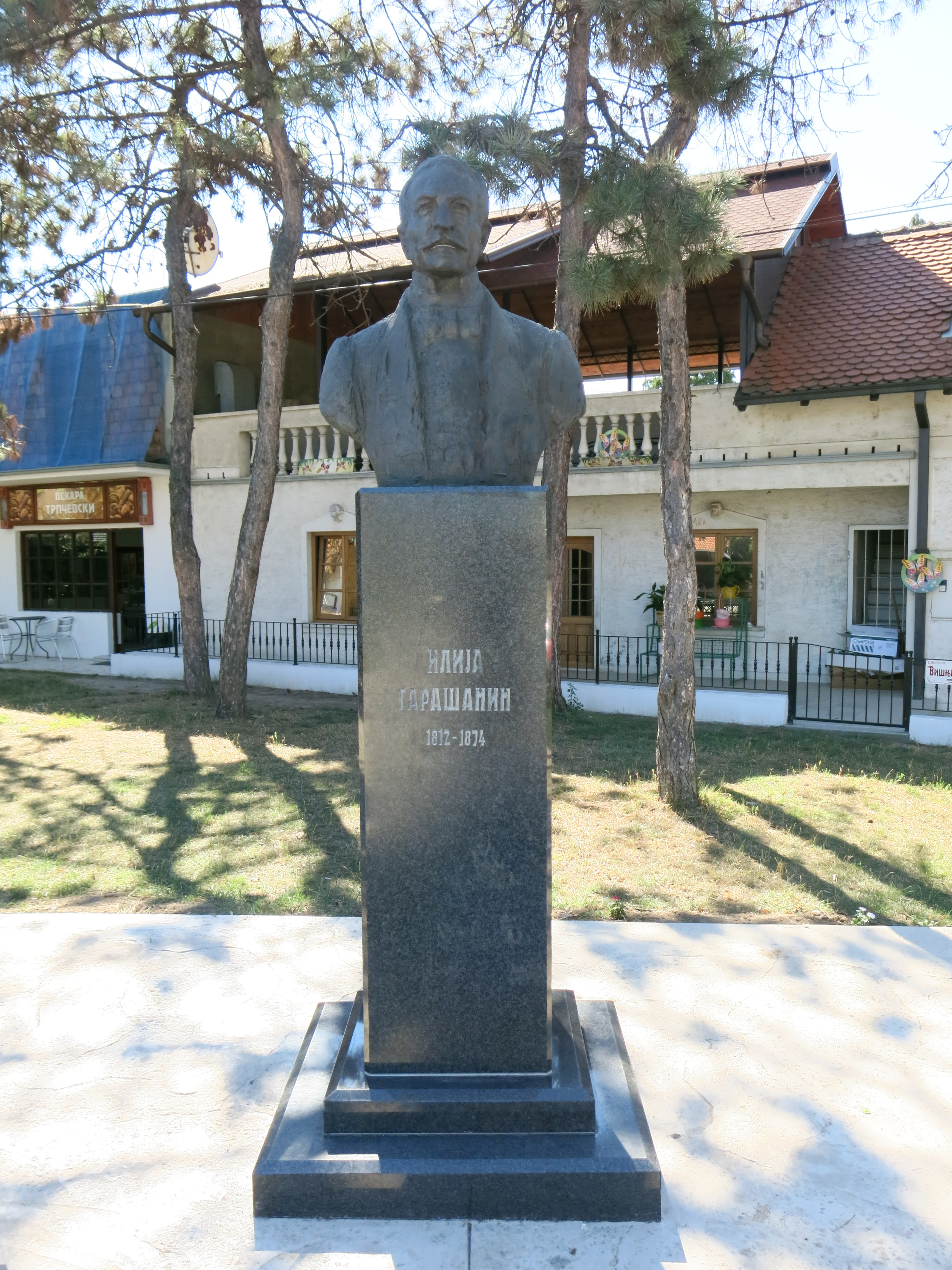
Погруддя Іллі Гарашаніна у м. Гроцка

### Обреновичі
Не будучи переконаним прихильником жодної з двох сербських династій, Ілля Гарашанін став причетним до відсторонення від влади представників обох з них. Однак питання династичних суперечок для нього завжди відігравало другорядну роль, а головним було визволення та об'єднання сербів. Гарашаніна вважають одним з організаторів скликання Святоандріївської скупщини у 1858 році, яка відправила у відставку князя Александра і повернули до влади династію Обреновичів. Попри те, що у діяльності самої скупщини він особливої участі не брав, його кар'єра вдруге пішла угору. В 1858—1859 роках Гарашанін знову був міністром внутрішніх справ, а у 1861—1878 ще раз перебував на посадах прем'єр-міністра та міністра закордонних справ. Як і раніше, він був проти ліберальних ідей і вважав, що авторитарна сербська влада краще вирішить завдання, які стоять перед народом.
Ставши головною опорою Міхаїла Обреновича, Ілля Гарашанін був русофілом і отримував від імперського уряду серйозну підтримку з усіх закордонних справ. Зовнішня політика була основним напрямком його діяльності в цей період, хоч тісного зв'язку між вирішенням національних питань та внутрішніми перетвореннями він і не вбачав. Гарашанін переорієнтувався з Франції на Російську імперію і практично не приховував підготовку до війни з Туреччиною. Здійснивши успішне виселення турків з Сербського князівства у 1860-х роках та втілюючи в життя ідеї «Начертанія», він уклав у 1866—1867 роках ряд договорів і угод з Чорногорією, Грецію, Волощиною, Хорватською народною партією Йосипа Штросмайєра та болгарською емігрантською «Доброчесною дружиною». Таким чином був створений перший Балканський союз, завданням якого став одночасний виступ проти Османської імперії. У європейській частині Порти була розгорнута широка мережа агентури, що мало на меті підгототувати антиосманське повстання.

### Останні роки
У зв'язку з тим, що князь Міхаїл переорієнтувався на Австро-Угорщину, 1867 року він відправив Іллю Гарашаніна у відставку. Після відходу від справ Гарашанін переїхав до містечка Гроцка поблизу Белграда, де прожив ще сім років, читаючи багато літератури та періодики сербською і німецькою мовами. Не наживши значних статків, під кінець життя він був змушений продати власний будинок у Белграді. В останні роки Гарашанін страждав від подагри і втратив майже всі зуби.
Помер Ілля Гарашанін 10 червня (за іншими даними — 16 червня) 1874 року, знаходячись на лікуванні у Белграді. Похований він був спочатку у Гроцкі, а згодом перепохований спочатку неподалік белградської церкви Святого Марка в парку Ташмайдан, пізніше — на Новому кладовищі, куди був перенесений старий міський цвинтар.

## Пам'ять

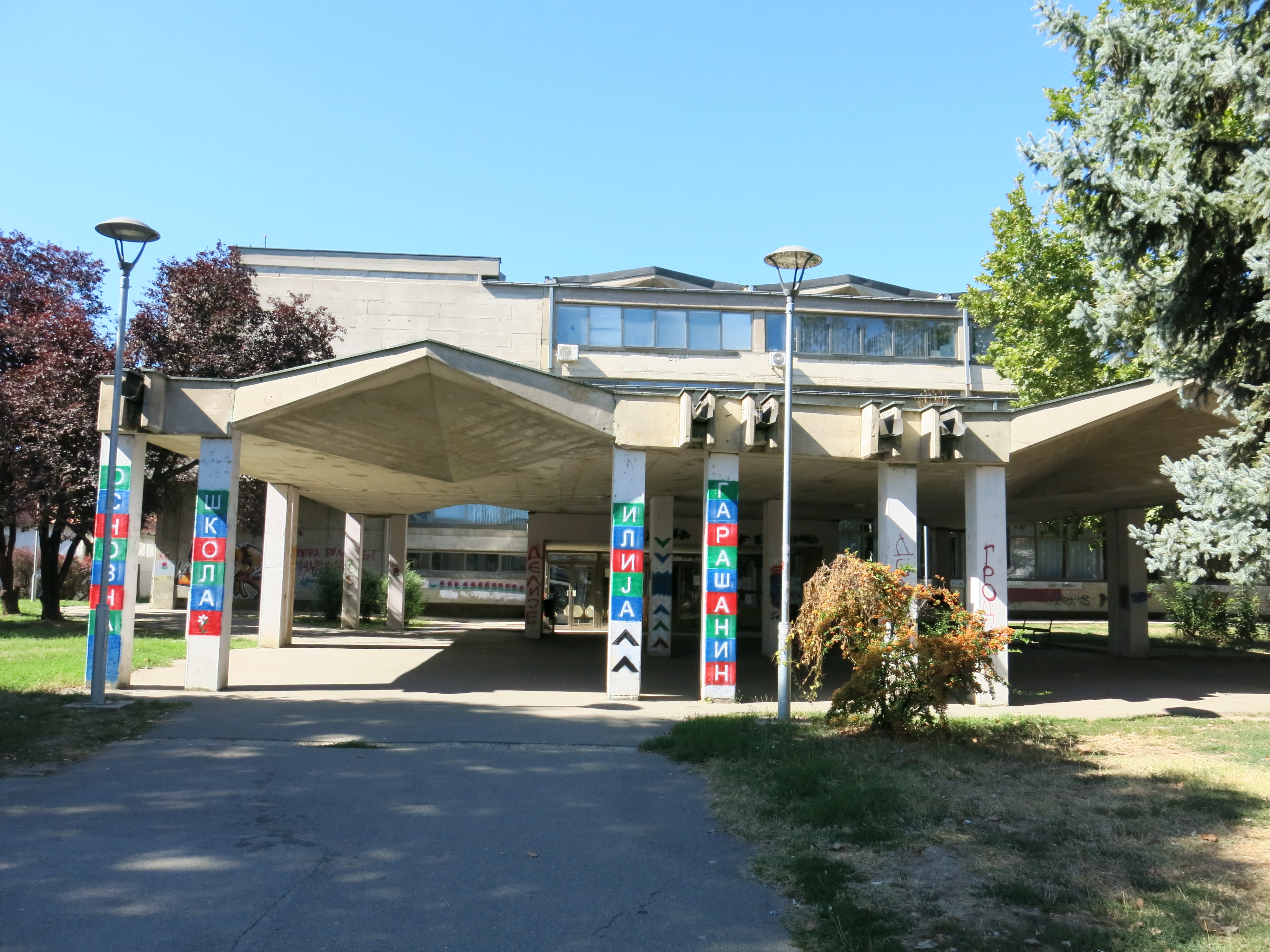
Початкова школа імені Іллі Гарашаніна у м. Гроцка

- На честь Ілії Гарашаніна названо початкову школу в містечку Гроцка[sr], одну з найстаріших в Сербії (1724). Ім'я державного діяча носить також міська бібліотека.
- На центральній площі Гроцки у 2003 році встановлено погруддя Гарашаніна авторства скульптора Ніколи Янковича.
- У центрі Белграда, неподалік Ташмайдану існує вулиця Іллі Гарашаніна.

## Цікаві факти
- Сучасники відзначали, що Ілля Гарашанін був надзвичайно працездатним і охочим до політичної діяльності, а окрім полювання не мав практично ніяких хобі. Впертого і гордовитого, його порівнювали зі «старим венеціанським сенатором» та «борзим собакою», називали «холодним, безпристрасним та безжалісним». Попри все це, Гарашанін мав почуття гумору і полюбляв жарти, а своєю аристократичною манерою розмови та поведінкою приваблював співрозмовників.[3]
- Маючи слабке здоров'я, Ілля Гарашанін багато палив, пив каву у великій кількості та не вживав алкоголь.[3]

## Нащадки
- Светозар Гарашанін — ад'ютант князя Міхаїла Обреновича, очільник княжої гвардії. Встановив сербський прапор на Белградській фортеці після вигнання турків з укріплень на території Сербії у 1867 році. Поранений під час замаху на князя 1868 року.
- Мілутин Гарашанін (1843—1898) — державний діяч, один з лідерів партії «напредняків» (прогресистів). Міністр внутрішніх справ, прем'єр-міністр та голова парламенту. Посол Сербії у Франції, академік Сербської королівської академії наук та мистецтв.